# Tamilski nacionalizam
Tamilski nacionalizam je rastao među Tamilima u Tamil Naduu i Šri Lanki. Izražava se lingvističkim purizmom, dravidskim i antibramanskim nacionalizmom. Tamilski nacionalisti u Šri Lanki pokušali su stvoriti neovisnu državu (Tamil Eelam) kako bi se nosili s rastućim političkim i fizičkim nasiljem nad Tamilima koji je vršila vlada Šri Lanke od pogroma 1983., poznatog kao Crni srpanj. Nakon neovisnosti otoka, čime je stavljena točka na britansku kolonijalnu okupaciju, vlada Šri Lanke donijela je Zakon o državljanstvu iz 1948., kojim je više od milijun Tamila iz Indije ostalo bez državljanstva. Osim toga, vlada je uspostavila sinhalski kao jedini nacionalni jezik, utirući put tamilskom podjarmljivanju u svim područjima svakodnevnog života (obrazovanje, pravo, mogućnost glasanja), budući da velika većina Tamila ne govori singalski. U Indiji je tamilski nacionalizam doveo do pobune protiv hindija 1960-ih.

## Jezični purizam
Godine 1964. pokušalo se prekinuti korištenje engleskog, ali je to preraslo u proteste. neki su bili nasilni. U skladu s tim, prijedlog je odbačen, a izmijenjen je i zakon 1967. da se upotreba engleskog jezika neće prestati sve dok zakonodavna tijela svake države koja nije usvojila hindski jezik kao službeni jezik ne donese rezoluciju o tome. svaki dom indijskog parlamenta. Područja u kojima vlada koristi hindski i engleski jezik određena su odredbama Ustava, Zakona o službenim jezicima (1963), Pravilnika o službenim jezicima (1976) i Odjela za službene jezike. Četiri države – Bihar, Uttar Pradesh, Madhya Pradesh i Rajasthan – dobile su pravo da vode postupke na svojim vrhovnim sudovima na svom službenom jeziku, koji je za sve bio hindski. Međutim, jedinoj nehindskoj državi koja traži sličnu moć – Tamil Nadu, koja je podnijela zahtjev za pravo vođenja postupka na tamilskom na svom Vrhovnom sudu – središnja vlada je odbila zahtjev. Ministar pravosuđa je 2006. godine izjavio da se neće protiviti želji države Tamil Nadu da vodi postupak Vrhovnog suda Madrasa (Chennai) na tamilskom jeziku. Godine 2010. sudac Vrhovnog suda u Madrasu dopustio je odvjetnicima da se izjašnjavaju na tamilskom jeziku.

### Počeci u predmodernoj književnosti
Iako je nacionalizam moderan fenomen, jezični identitet izvučen iz modernog pokreta Čisti tamilski ima predmoderne prethodnike, u lojalnosti tamilskom (za razliku od sanskrta) u drevnoj književnosti sangama. Pjesme u ovoj literaturi upućuju na svijest o neovisnosti od susjednih regija, koja je znatno jača nego što sugeriraju arhitektonski dokazi tamilske materijalne kulture. Slično tome, Silappadhikaaram, post-sangamski ep, u prvi plan postavlja kulturni integritet cijele tamilske regije i Parthasarathy ga je protumačio kao predstavljanje opširne vizije tamilskog imperijalizma koja govori u ime svih Tamila. Subrahmanian u ovoj epskoj priči vidi prvi izraz tamilskog nacionalizma, dok Parthasarathy navodi da ep pokazuje početak tamilskog separatizma. Srednjovjekovni tamilski tekstovi također pokazuju crte modernog tamilskog jezičnog purizma, uglavnom kroz deklaraciju o jednakom statusu sa sanskrtom, koji se u ostatku indijskog potkontinenta tradicionalno smatra prestižnim i nacionalnim jezikom. Tekstovi kao što je Yaapparungalakkaarithai X 10 st. ) i Veerasoazhiyam XI XI stoljeća ) smatraju tamilski jednakim sanskrtu u smislu književnog prestiža. Vaišnavski i šivaitski komentatori tamilskom daju liturgijski status. Neki komentatori poput Nanjiyara čak su rekli da ljudi koji nisu Tamilci žale što nisu rođeni u mjestu gdje se govori tako lijepim jezikom. Ova tendencija nije bila univerzalna, a bilo je i autora koji su radili protiv tamilske razlike među sanskrtizacijom.

## Dravidski identitet
Tamilski nacionalizam u Tamil Naduu razvio je dravidski identitet (za razliku od tamilskog identiteta različitog od drugih dravidskih naroda). Dravijski nacionalizam uključuje četiri glavne etnolingvističke skupine u južnoj Indiji . Ovu ideju popularizirao je od 1930-ih do 1950-ih niz malih pokreta i organizacija koji su tvrdili da su Južni Indijanci (Dravidi) različiti kulturni i rasni entitet od Sjevernih Indijanaca. Ovaj pokret tvrdi da su bramani nastali sa sjevera i nametnuli svoj jezik ( sanskrt ), vjeru i naslijeđe narodima juga. Tamilski nacionalizam temelji se na tri ideologije : demontaža brahmanske hegemonije, revitalizacija čistog tamila i društvena reforma ukidanja kastinskih sustava. Do kasnih 1960-ih, političke stranke koje su usvojile dravidske ideologije stekle su moć u državi Tamil Nadu . Kao rezultat toga, nacionalističke ideologije dovele su do tvrdnje tamilskih čelnika da bi Tamili trebali imati minimum samoodređenja, a maksimum odcjepljenja od Indije. Dravidski nacionalizam potaknuo je uspon raznih doktrina nacionalnog misticizma i maštovitih anakronizama, kao što je Kumari Kandam, legendarni kontinent potopljen u Indijskom oceanu i odakle se kaže da potječu Dravidi .

## Političke stranke
Od pobjede Dravida Munnetra Kazhagam (DMK) na izborima 1969., tamilski nacionalizam bio je glavni oslonac i stalni fokus vlade Tamil Nadua . Nakon što je Tamilski narod postigao samoopredjeljenje, volja za secesijom je oslabila, s političkim strankama svih rasa, osim male manjine, posvećene razvoju Tamil Nadua unutar ujedinjene Indije. Većina stranaka u Tamil Naduu kao što su DMK, All India Anna Dravida Munnetra Kazhagam (AIADMK), Pattali Makkal Katchi (PMK) i Marumalarchi Dravida Munnetra Kazhagam (MDMK) često sudjeluju kao koalicijski partneri drugih pan-indijskih stranaka u Vladi Indije u New Delhiju . Nesposobnost stranaka da cijene tamilski nacionalizam jedan je od glavnih razloga za slabljenje tamilskog identiteta u Tamil Naduu.

Godine 1958. Adithan je osnovao stranku Mi Tamili (நாம் தமிழர் கட்சி) s platformom formiranja suverene tamilske države. Stav stranke bio je radikalniji od zahtjeva Dravida Nadua Dravidara Kazhagama Periyara E. V. Ramasamyja. Željela je stvaranje homogenog Velikog Tamil Nadua koji bi uključivao tamilska područja Indije i Šri Lanke. Sjedište stranke nazvano je Tamiḻaṉ Illam (doslovno: Dom Tamilijana). Godine 1960. stranka je organizirala prosvjede diljem države za odcjepljenje Madrasa i uspostavu suverenog Tamil Nadua. Prosvjede je obilježilo paljenje karata Indije (izostavljeno je Tamil Nadu). Adithanar je uhićen jer ih je organizirao. Stranka je zajedno s Tamil Arasu Kazhagamom iz M. P. Sivagnanama također bila uključena u pokret za promjenu imena države iz države Madras u Tamil Nadu. Stranka se spojila s DMK-om 1967. Dana 18. svibnja 2010. u Maduraiju, godinu dana nakon vojnog potčinjavanja Eelam Soora Tamila i prve godišnjice njegovog Naam Tamilara Iyakkama (Pokret We Tamils), Seeman je osnovao stranku kao oživljavanje SP Adithanar's Naam Tamilar (Mi Tamili). Seeman, glavni koordinator NTK-a, rekao je da će to biti alternativna politička stranka različita od mainstream stranaka; uspostavljanje neovisnog Tamil Eelama bio bi moralni cilj ne samo stranke, već i Tamila u Tamil Naduu. Tijekom skupa Seeman je rekao: Ne osnivamo stranku Naam Tamilar, mi nastavljamo ono što je S. P. Adithanar osnovao.

## Nacionalizam u političkim odnosima
Uoctobre 2008listopada 2008 , kada je vojska Šri Lanke granatirala tamilska civilna područja i vojska krenula prema bazama LTTE, zastupnici (članovi indijskog parlamenta) iz Tamil Nadua, uključujući i one koji su podržavali vladu Sinaja u DMK i PMK, zaprijetili su da će se masovno pobuniti ako Indijanci vlada nije vršila pritisak na vladu Šri Lanke da prestane pucati na civile. Kao odgovor na ovaj čin nacionalističkog pritiska, indijska vlada objavila je da je zatražila od vlade Šri Lanke da ublaži napetosti. Tamilski nacionalisti podržali su LTTE kada je otkriveno da dnevni list The Hindu sa sjedištem u Chennaiju podržava vladu Šri Lanke.

## Bibliografske reference
- Abraham, Shinu (2003), Chera, Chola, Pandya: Korištenje arheoloških dokaza za identifikaciju tamilskih kraljevstava rane povijesne Južne Indije, Asian Perspectives 42 (2): 207, doi:10.1353/asi.2003.0031
- Clooney, Francis X. (1992.), Proširivanje kanona: neke implikacije hinduističkog argumenta o Svetom pismu, The Harvard Theological Review 85 (2): 197–215
- Cutler, Norman; Peterson, Indira Viswanathan; Piḷḷāṉ; Carman, Ivan; Narayanan, Vasudha; Pillan (1991), Tamil Bhakti u prijevodu, Journal of the American Oriental Society (Journal of the American Oriental Society, Vol. 111, br. 4) 111 (4): 768–775, doi: 10.2307/603406, JSTOR 603406
- Kailasapathy, K. (1979.), The Tamil Purist Movement: A reevaluation, Social Scientist (Social Scientist, Vol. 7, No. 10) 7 (10): 23–51, doi:10.2307/3516775, JSTOR 3516775
- Kohli, A. (2004), Federalizam i prilagođavanje etničkog nacionalizma, u Amoretti, Ugo M.; Bermeo, Nancy, Federalism and Territorial Cleavages, Baltimore: Johns Hopkins University Press, str. 281-299, ISBN 0-8018-7408-4, preuzeto 25.04.2008.
- Moorti, S. (2004), Oblikovanje kozmopolitskog tamilskog identiteta: revije igara, roba i kulturni identitet, Mediji, kultura i društvo 26 (4): 549–567, doi: 10.1177/016344370404421
- Narayanan, Vasudha (1994), The Vernacular Veda: Revelation, Recitation, and Ritual, Studies in Comparative Religion, University of South Carolina Press,ISBN 0-87249-965-0
- Palanithurai, G. (1989.), Promjena kontura etničkog pokreta: studija slučaja dravidskog pokreta, Odsjek Sveučilišta Annamalai. monografije politologije, br. 2, Annamalainagar: Sveučilište Annamalai
- Pandian, MSS (1994), Bilješke o transformaciji 'dravidijske' ideologije: Tamilnadu, c. 1900-1940, Social Scientist (Social Scientist, Vol. 22, No. 5/6) 22 (5/6): 84–104, doi: 10.2307/3517904, JSTOR 3517904
- Parthasarathy, R. (1993.), Cilappatikaram Ilanka Atikala: Ep o južnoj Indiji, New York: Columbia University Press, ISBN 0-231-07848-X
- Peterson, Indira V. (1982.), Pjevanje mjesta: hodočašće kao metafora i motiv u Tēvāram pjesmama tamilskih Śaivitskih svetaca, Journal of the American Oriental Society (Journal of the American Oriental Society, Vol. 102, br. 1) 102 (1): 69–90, doi: 10.2307/601112, JSTOR 601112.
- Steever, Sanford (1987), Review of Hellmar-Rajanayagam, Tamil als politisches Symbol, Journal of the American Oriental Society 107 (2): 355–356
- Subrahmanian, N. (1981.), Uvod u tamilsku književnost, Madras: Christian Literature Society